# 4012 Geballe
4012 Geballe è un asteroide della fascia principale. Scoperto nel 1978, presenta un'orbita caratterizzata da un semiasse maggiore pari a 2,2469739 UA e da un'eccentricità di 0,1636882, inclinata di 4,56675° rispetto all'eclittica.